# Oğuzlu, Terme
Oğuzlu là một xã thuộc huyện Terme, tỉnh Samsun, Thổ Nhĩ Kỳ. Dân số thời điểm năm 2010 là 463 người.